# Flask (веб-фреймворк)
Flask — фреймворк для создания веб-приложений на языке программирования Python, использующий набор инструментов Werkzeug, а также шаблонизатор Jinja2. Относится к категории так называемых микрофреймворков — минималистичных каркасов веб-приложений, сознательно предоставляющих лишь самые базовые возможности.
Поддерживается установка посредством пакетного менеджера PyPI, версия 1.0 совместима с Python 2.7, Python 3.3 и выше.
Создатель и основной автор — австрийский программист Армин Ронахер, начал работу над проектом в 2010 году.
Пример веб-приложения, которое показывает «Hello World!»:
```
from
 
flask
 
import
 
Flask

app
 
=
 
Flask
(
__name__
)

@app
.
route
(
"/"
)

def
 
hello
():

    
return
 
"Hello World!"

if
 
__name__
 
==
 
"__main__"
:

    
app
.
run
()

```

Сообществом поддерживается серия пакетов-расширений для Flask, их название обычно начинается с flask-, например flask-login, flask-sqlalchemy, flask-wtf.

## Основные возможности
- Сервер и отладчик времени разработки
- Интегрированная поддержка модульного тестирования
- RESTful-маршрутизация запросов
- Использует шаблонизатор Jinja
- Поддержка безопасных cookie (сессии на стороне клиента)
- Полностью совместим с WSGI 1.0
- Основан на Unicode
- Полная документация
- Совместимость с Google App Engine
- Возможности расширения функциональности